# FEBC
FEBC（エフイービーシー）（正式名称：Far East Broadcasting Company）は、世界各地でキリスト教に関連した放送を専門に行う団体。スローガンは「信仰は聞くことから始まる。」（ローマ人への手紙 10章17節）。

## 概説
FEBCの放送開始のきっかけは、太平洋戦争が終戦を迎えた1945年にジョン・C・ブロガー、ロバート・H・ボウマン、ウィリアム・J・ロバーツの3氏が中華民国統治下の上海からキリスト教の福音説教を放送したことに始まるとされている。
国共内戦の煽りから上海の放送局は1948年に閉局し、その代わりとしてフィリピン・マニラでKZASのコールサインでフィリピン国内向けの放送を開始。それをし乍ら、中国大陸へ向けた短波放送の準備・計画を進めた。
現在のFEBCはアメリカ合衆国に本部があり、大韓民国、フィリピン、サイパン、セーシェルなど全世界40の国・地域に放送局があり、地方言語を含め約150か国語で放送されており、各国国内向けと、周辺国向け国際放送を展開している。日本では日本福音同盟の協力会員。
かつて沖縄県にあった極東放送（現在のエフエム沖縄の前身）も、もともとはFEBCによって開設された放送局であったが、1972年5月15日、沖縄県の本土復帰に伴い（日本の放送法では日本国内での宗教放送局の設置が認められていないため、改めて純民放＝当初財団法人→1978年株式会社として発足）、1973年宗教放送局としての機能は韓国の済州島に移され、亜細亜放送（HLDA、現：HLAZ）が開設された。
なお、アメリカ軍の在日駐在兵を対象に英語のディスクジョッキー放送を行っているAFNの前身「FEN」も直訳すれば「極東放送（網）」という意味になるが、FEBCとの関連はない。

### 現在展開されているFEBCのネットワーク

#### アジア
- 日本（当該項参照）
- 大韓民国（当該項参照）
- 中華人民共和国（良友益友電台に委託して韓国、フィリピンの放送向けの中国語放送を製作）
- モンゴル
- フィリピン（当該項参照）
- インド
- インドネシア
- タイ王国

#### オセアニア
- オーストラリア
- ニュージーランド

#### アフリカ
- セイシェル諸島（FEBA）

#### ヨーロッパ
- ロシア

#### 北米
- カナダ（中国語は「遠東広播公司」名義）

### 廃止になった放送局
- サイパン（KFBS）
- アメリカ合衆国（KGEI）

## 日本語(日本国向け)の放送
「日本FEBC」（FEBC東京支局）の本部(事務所)兼スタジオは、当初、東京・御茶ノ水のお茶の水学生キリスト教会館（OSCCビル）(現在のお茶の水クリスチャン・センター )にあり、このビルにはリスナーを集めてイベントを行えるやや広い会議室(ホール)があって年に１～２回の集い(｢集まれ！FEBCの仲間たち｣やクリスマスイベント)が行われた。KTWRのイベントもここで行われたことがあった。スタジオは1989年に東京都武蔵野市の現在の場所へ移転した。日本語放送はAMラジオ（コールサイン：HLAZ）とインターネット（2001年4月1日より開始）:FEBC Online で放送を行っている。番組内容は全て宗教番組であり、毎週日曜日には礼拝の模様を録音した番組も放送されている。番組は基本的に独自制作のものであるが、日によって外部制作の番組も放送されている（木曜日に放送されている日本キリスト改革派教会制作の「聖書を開こう」など）。「TeaRoom」と呼ばれる無料の聖書通信講座（ヨハネによる福音書、ルカによる福音書、マタイによる福音書）も行なっている。
| 放送時間（JST） | 周波数  |
| --------------- | ------- |
| 21:30-22:45     | 1566kHz |

※JST=UTC+9
※出力250kWで送信

※済州送信所から離れた地域や、近接周波数を使用している地域（1557kHz,1575kHzなど）では受信困難な場合がある。

また、後述のとおり、FEBC済州極東放送は外国語放送もFMと同時放送しており、済州島周辺では104.7MHz (濟州市, 1kW) または101.1MHz（西帰浦、90W）で放送している。
前述と、日本の極東放送の項でも説明したように、日本の放送法では日本国内での宗教放送局の設置が認められていないため、ラジオの電波は韓国・済州島のHLAZ局の送信所から送信されている。2000年頃からラジオ番組はインターネット経由で日本FEBCからHLAZ局へ送られている。

### 各局からの日本語放送
かつての日本語放送は済州のHLAZ（旧:HLDA）の他にも、フィリピンのマニラ（マニラ・コーリング、後のマニラ・エコー）、アメリカのサンフランシスコ（友情の声：呼出符号KGEI）からも放送されていた。この頃は、単に「FEBC」と言うとマニラからの放送を指すことが多かった。当時、番組は東京・御茶の水のスタジオで録音され、番組テープが各局に空輸されていた。当時の放送時間（JST）は、KGEIが17時～18時と20時～21時（再放送）、マニラが19時～20時と22時～23時（再放送）、済州のHLDA（当時）が当初は0:40～1:35、のちに21:30～22:30で、1日あたり再放送を含めて合計6時間のFEBCの番組が日本宛に日本国外3拠点から送信されていた。
1980年ごろ(本放送開始は1981年頃)に友情の声：KGEIはサンフランシスコから生放送を再開した。同局アナウンサーの金子耕弐夫妻が現地に赴任して生放送を行った。その際にはお便りに対して、Love Love Cardという現地の絵葉書が発行されていた。
また、フィリピン、アメリカからの放送が廃止された後の1986年ごろにはサイパン島のKFBSが日本語放送を開始したが、こちらは宗教色を控え「コンテンポラリーミュージックステーション」という音楽専門に近い内容の放送が、日本時間の夕方（当初は16:30-18:00、後に17時スタートに短縮変更された）に行われたが、僅か数年で廃止された。

### BCLブーム時代
1970年代のBCLブーム時には、FEBCの3系統の日本語放送は多くの聴取者を獲得していた。FEBC東京支社は会員誌「わかぎ」を発行、その会員は「FEBC友の会」メンバーとして登録されていて、メンバーカードも発行されていた。会員（ファン）の集いも定期的に行っていた。当時の人気DJは、兼松豊。性格的に厳格なキリスト教放送を行う中で、親しみが持てるキャラクターで人気を博した。兼松が出演する番組はマニラ及びサンフランシスコから放送され、HLDA（当時）は専属パーソナリティを吉崎恵子が務めた。吉崎は1970年に日本FEBCに入職し、それ以来四半世紀以上も同局での放送伝道に携わり、現在も番組出演している。2005年4月には日本FEBCの代表に就任した。
1980年頃には、大きく番組編成が変わり、青少年が聴きやすい番組がいくつか制作された。その中でも「FEBCそれゆけたったの30分！」は多くの支持を受け、お便りも非常に多く寄せられた。小西達郎氏がメインパーソナリティーとして大人気となっていた。(この番組は、HLAZで放送されていた。)
また、BCLマニアの間では、ベリカード（受信確認証）がなかなか取得できない放送局の一つとしても知られていた。2日または1週間を通しての番組記録と共に、感想を添付したレポートを送らないと、ベリカードでなく「受信記念カード」が発行された。このベリカードには、日本支社発行のものと、各放送局が独自に発行するものと、2種類が存在した。各放送局への直接のレポートの場合、1回だけの聴取でもベリカードが発行され、取得が容易であった。日本支社のベリカードはシリーズベリで、送信所がある済州島の自然シリーズ・送信所シリーズ・日本支社シリーズなどあり、ベリカードと同時に「受信報告結果表」が発行される。「受信報告結果表」にある「ベリカード ○－○を発行しました。」の部分を切り取り、2日または1週間を通しての番組記録と感想を添付したレポートと「受信報告結果表」にある「ベリカード ○－○を発行しました。」の部分を一緒に送ると次のシリーズベリカードと同時に「受信報告結果表」が発行されるシステムがあり、シリーズベリカードはI-1からVI－4まで20種類あった。（I～IVは3まで、VとVIは4まである。但し、1990年の時は、I－1～II－1のベリカードの在庫が無かったため、II－2からのスタートとなった）また、イースター（復活祭）の時期になると「イースターベリ」が発行されることもあった。（発行基準は、シリーズベリと同じ）
宗教法人日本FEBCでは、1995年12月からベリカードの発行が中止されたが、FEBC-Korea（ソウル局）では、HLAZの受信報告に対しても引き続きベリカード（HLKXとHLAZの受信報告に対するベリカードはそれぞれ違った図柄）が発行されている。
友情の声：KGEIの生放送時代は金子耕弐アナらがお便りに対して独自の「ラブラブカード」を発行して人気を博した。

### 日本エフイービーシー教会
- 〒180-0001 東京都武蔵野市吉祥寺北町四丁目13-2

### 日本国外での日本語番組
FEBCシンガポール（FM102.3MHz “Voice of Graee”）で毎週土曜日23時00分から30分間（シンガポール現地時間）から日本語放送を行っている。内容は、「恵子の郵便ポスト」と「いつも、そしてともに - マタイによる福音書 - 」の放送をしている。

## FEBC-Korea
大韓民国国内向けの宗教番組専門の放送はソウル特別市（実際は仁川広域市）をキーステーションに、大田広域市、束草市、大邱広域市、浦項市、釜山広域市、蔚山広域市、昌原市、木浦市、光州広域市、済州市から行われている。
韓国でのFEBCの原点は1954年に現地の財団「韓国福音放送」が設立され、そこから1956年に開局した「極東放送」が母体とされている。その後1961年1月に「国際福音放送」と改名。一度1963年に放送免許が取り消されるも3月に再認可を受けたが、経営難から1967年にチーム宣教会の運営による「チームラジオ」と変更される。その後FEBCの傘下に収められた。
そして上述の通り、沖縄県で同様の宗教放送を行っていた極東放送が、日本の放送法により宗教専門の放送局を設置できないこと（純民放として財団法人が運営）から、その代替として済州島にFEBCの系列局「HLDA（亜細亜放送　1980年コールサインをHLAZに変更）」が1973年に設立された。
韓国での放送開始当初は上述の通り、HLKX（ソウル）とHLAZ（済州）のみで中波放送（AM）のみを実施し、韓国内だけでなく、周辺近隣諸国のリスナー向けに韓国語と中国語に加え、HLKXからは英語、HLAZからはロシア語と日本語（前述）の番組も放送されている。その後この2局が2001年10月、登記上は亜細亜放送が極東放送に吸収される形で、法人合併が行われ、法人の統合後は「FEBC Korea」となり、亜細亜放送は「済州極東放送」に局名を変更。。
1980年代前半の言論統廃合によるマスコミの規制が、韓国の民主化政策により一部緩和された1989年以後、上記の主要都市をカバーする超短波放送（FM）の事業を開始し、全国ネットワークを構築するようになった。ソウルと済州島は中波と同じ番組を、標準FM放送として放送している。（ソウル局の一部時間は除く）
マスコミ統制が廃止される以前は、ソウル、済州とも放送時間を早朝と夜間に絞っていた時期があった。1981年に放送された、『BCLワールドタムタム』（ラジオたんぱ第1）によると、
- HLAZ（済州島）
  - 5:00-5:10　英語
  - 5:10-6:00・19:00-21:30　韓国語
  - 6:00-7:30・22:30-24:00　中国語
  - 21:30-22:30　日本語
  - 0:00-2:45　ロシア語
- HLKX（ソウル=仁川）
  - 5:30-10:00・19:00-21:30　韓国語
  - 16:00-19:00　英語
  - 21:30-23:00　ロシア語
  - 23:00-0:45　中国語
  - 0:45-1:00　モンゴル語

という日程が組まれていた。
なお、韓国にはプロテスタント系の民放ラジオとして、FEBCとは別の組織であるCBS(基督教放送)という放送局がある他、特定の宗教に特化した専門放送局の全国ネットワーク（韓国の放送局一覧参照）が多数ある。これらはマスコミ統制が1987年の韓国の民主政策化により事実上緩和されたことにより、新規の放送局開局が再び認められたことによるものである。

### 韓国国内向け放送網
配列は開局日付順（中継局がある局は、本局（ソウルと済州は中波局）の開局日を基準として記載）。周辺国言語の放送が実施されているソウルと済州以外はすべて韓国語による24時間放送である。

#### 極東放送（ソウル特別市）

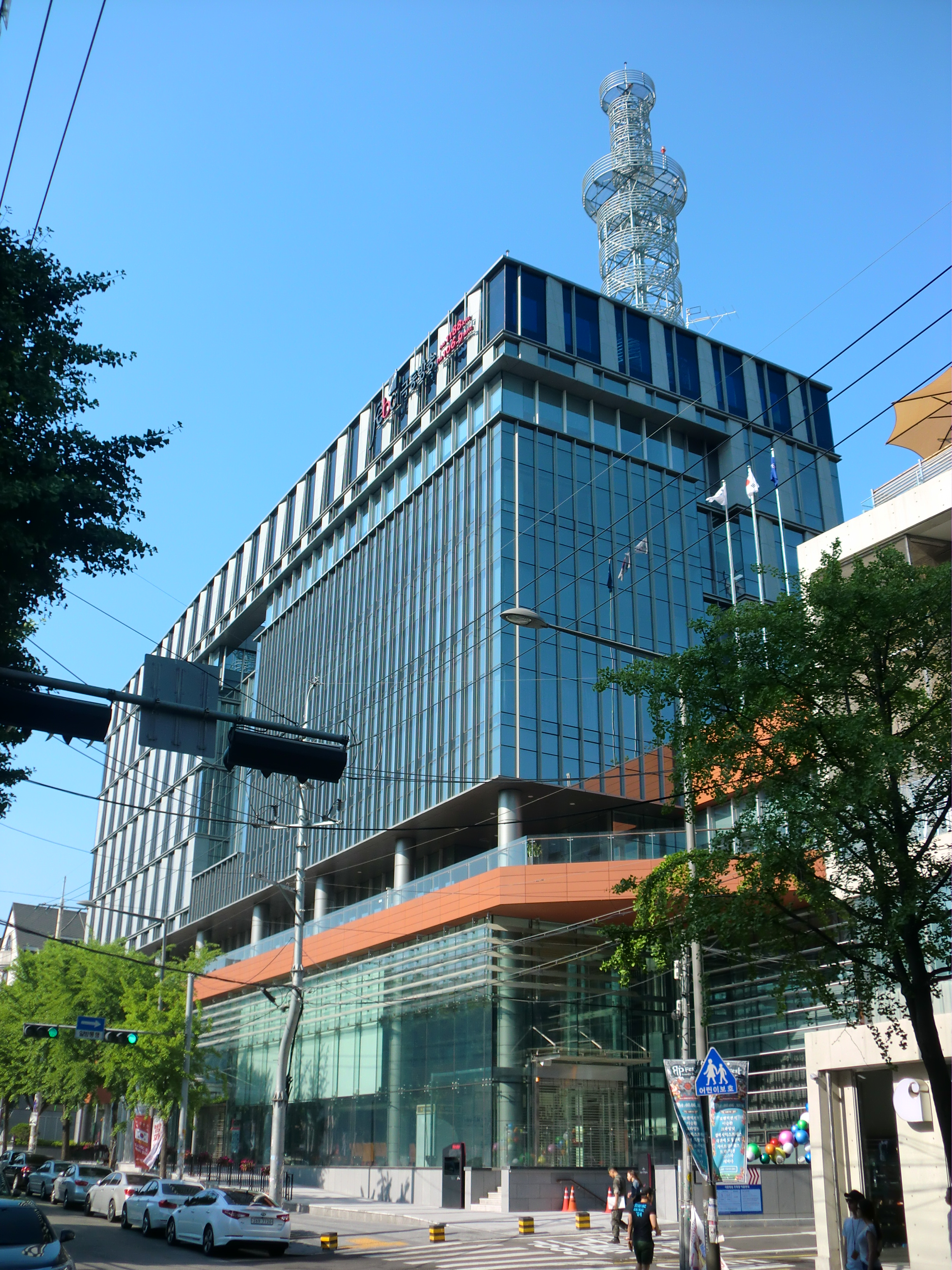
ソウル特別市麻浦区にある極東放送、2014年6月

- 開局：1956年12月23日（中波局）、2000年12月23日（FM局）
- 呼出符号：HLKX（-SFM）
- 周波数：AM 1188kHz（仁川、出力100kW）、FM 106.9MHz（5kW）
- 住所：ソウル（서울）特別市麻浦郵逓局私書函88号

（P.O.Box 88, Mapo, Seoul 121-707, KOREA.）
- 放送言語（放送時間:24時間。韓国標準時=KST ※UTC=+9）　
  - 中波

4:00-20:00　韓国語（FM同時）
20:00-21:00　英語
21:00-24:00　韓国語（ボイス・オブ・アメリカの韓国語放送の同時中継）
0:00-1:00　中国語
1:00-4:00　韓国語（中波独自）
  - FM

終日　韓国語（うち20:00-4:00はFM独自）

#### 済州極東放送（済州市）
- 開局：1973年6月30日（中波局）、1997年9月3日（濟州FM局）、2017年10月21日（西帰浦FM局）
- 呼出符号：HLAZ（-SFM）
- 周波数：AM 1566kHz（出力250kW/100kW）、FM 104.7MHZ (濟州市, 1kW) 、FM 101.1MHz（西帰浦、90W）
- 住所：済州特別自治道済州市涯月邑下貴里2761

（2761, Hagwi-ri, Aewol-up, Jeju-si Jeju-do 695-750, KOREA.）
- 放送言語（放送時間:24時間。韓国標準時=KST ※UTC=+9）　
4:00-20:00　韓国語
20:00-21:30、22:45-2:30、3:00-4:00　中国語
21:30-22:45　日本語
2:30-3:00　ロシア語

なお中波での放送は、韓国語以外は送信施設の指向性アンテナの向きをその言語の対象国に向けて変えているため、国内であっても受信状態に一定の変化がみられる。また外国語放送はソウル局とは異なりFMでも同時に放送されている。
国内放送の周波数を使った対外向けの番組配信は過去にKBS釜山放送総局でもラジオ韓国の日本語放送を24:00～1:00の1時間配信したことがあったが、現在は廃止されている。
- 済州極東放送に、受信報告書は送らないこと。ソウル特別市の本局へ国際返信切手券1枚を同封の上、郵送すること。
- かつての亜細亜放送（HLDA）で、呼出符号は1980年1月1日にHLAZに変更された。さらに、2001年10月1日、亜細亜放送と極東放送が合併し、現在の局名となった。

#### 大田極東放送（大田広域市）
- 開局：1989年12月1日[10]
- 呼出符号：HLAD-FM
- 周波数：FM 93.3MHz（出力5kW）、93.3MHz（公州、90W）
- 住所：大田広域市儒城区知足洞233-15

（233-15, Chijok-dong, Youseong-gu, Daejeon 305-711, KOREA.）

#### 昌原極東放送（昌原市）
- 開局：1996年3月16日（本局）、2014年10月（日付不明）（晋州中継局）
- 呼出符号：HLDD-FM
- 周波数：FM 98.1MHz（出力5kW）、92.5MHz（晋州、500W）
- 住所：慶尚南道昌原市中央洞117

（117, Jungang-dong, Changwon-si, Gyeongsangnam-do 641-030, KOREA.）

#### 木浦極東放送（木浦市）
- 開局：2001年4月2日
- 呼出符号：HLKW-FM
- 周波数：FM 100.5MHz（出力1kW）
- 住所：全羅南道木浦市上洞878-9

（878-9, Sang-dong, Mokpo-si, Jeollanam-do 530-822, KOREA.）

#### 嶺東極東放送（束草市）
- 開局：2001年8月27日
- 呼出符号：HLDY-FM
- 周波数：FM 90.1MHz（嶺東、出力3kW）、102.9MHz（束草、70W）、100.9MHz（三陟、90W）
- 住所：江原道束草市章沙洞500-1

（500-1, Jangsa-dong, Sokcho-si, Gangwon-do 217-130, KOREA.）

#### 浦項極東放送（浦項市）
- 開局：2001年11月12日
- 呼出符号：HLDZ-FM
- 周波数：FM 90.3MHz（出力3kW）
- 住所：慶尚北道浦項市南区大島洞164-11

（164-11, Daedo-dong, Nam-gu, Pohang-si, Gyeongsangbuk-do, KOREA.）

#### 大邱極東放送（大邱広域市）
- 開局：2011年2月12日（本局）、2015年11月27日（亀尾中継局）
- 呼出符号：HLKK-FM
- 周波数：FM 91.9MHz（出力1kW）、105.9MHz（亀尾、200W）
- 住所：大邱広域市寿城区知晩村1洞1326-3

（1326-3, Manchon-dong, Suseong-gu, Daegu, KOREA.）

#### 蔚山極東放送（蔚山広域市）
- 開局：2002年2月25日
- 呼出符号：HLQR-FM
- 周波数：FM 107.3MHz（出力3kW）
- 住所：蔚山広域市南区也音2洞459-7

（459-7, Yaeum 2-dong, Namgu, Ulsan-si, KOREA.）

#### 釜山極東放送（釜山広域市）
- 開局：2008年4月26日（本局）、2014年1月27日（菉山中継局）
- 呼出符号：HLQQ-FM
- 周波数：FM 93.3MHz（出力1kW）、96.7MHz（菉山、20W）
- 住所：釜山広域市海雲臺区于2洞13b-4

（13b-4, u 2-dong haeundee, Busan-si, KOREA.）

#### 光州極東放送（光州広域市）
- 開局：2012年5月26日
- 呼出符号：HLED-FM
- 周波数：FM 93.1MHz（出力1kW）
- 住所：光州広域市西区治平洞1243-1

（1243-1, Chipyeong-dong, Seo-gu, Gwangju, KOREA.）

#### 全南東釜極東放送（麗水市）
- 開局：2015年11月28日 (光陽) 、2016年3月24日 (麗水)
- 呼出符号：HLEI-FM
- 周波数：FM 97.5MHz（出力1kW）、92.9MHz（麗水、100W）
- 住所：全羅南道麗水市文水洞259-1

（259-1, munsu-dong, Yeosu-si, Jeollanam-do, KOREA.）

#### 全北極東放送（益山市)
- 開局：2019年4月13日
- 呼出符号：HLEN-FM
- 周波数：FM 91.1MHz（出力1kW）
- 住所：全羅北道益山市於陽洞556

（556, Eoyang-dong, Iksan-si, Jeollabuk-do, KOREA.）

## FEBC-フィリピン
- 住所：P.O. Box 1, 0560 Valenzuela-City. Philippines

### フィリピン国内向け放送網
国内向け放送は国内各地に中波7局、FM3局の10の放送局を構えている。
- DZAS 702kHz（50kW　マニラ）
- DZFE 98.7MHz（20kW　マニラ）
- DZMR 1143kHz（10kW　イサベラ州サンティアゴ・イサベラ）
- DWAS 1125kHz（5kW　アルバイ州レガスピ）
- DYVS 1233kHz（10kW　ネグロス・オクシデンタル州バゴロド）
- DYFR 98.7MHz（10kW　セブ州セブ）
  - （DYFR中継局） 98.7MHz（5kW　レイテ州タクロバン）
- DXAS 1116kHz（5kW　サンボアンガ）
- DXFE 1197kHz（5kW　ダバオ）
- DXKI 1062kHz（5kW　南コタバト州コロナダル）